# Ned Beatty

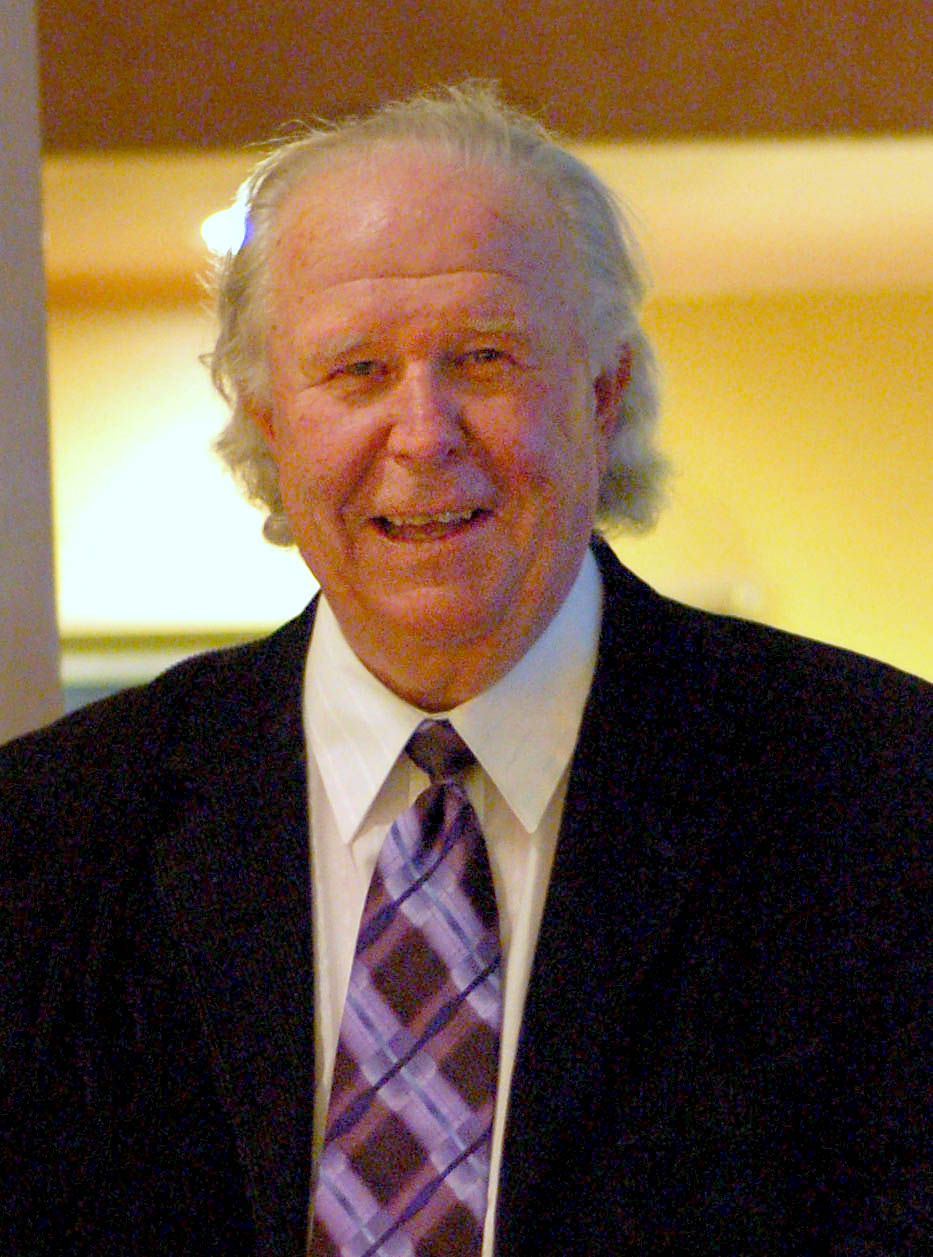
Beatty en 2006

Ned Thomas Beatty (Louisville, Kentucky, 6 de julio de 1937-Los Ángeles, California, 13 de junio de 2021) fue un actor estadounidense.

## Vida
Beatty nació el 6 de julio de 1937 en Louisville, Kentucky, hijo de Margaret (Fortney) y Charles William Beatty. Tenía una hermana mayor, Mary Margaret. En 1947, el joven Ned comenzó a cantar en cuartetos de gospel y de barbería en St. Recibió una beca para cantar en el coro a capela de la Universidad de Transilvania en Lexington, Kentucky; asistió pero no se graduó.
Trabajó en más de cien películas y fue nominado a un premio Oscar, dos premios Emmy, un MTV Movie Award como mejor villano y un Globo de Oro.
Esas nominaciones fueron producto de su actuación en películas y series de televisión como Network (1976), Friendly Fire (1979), Last Train Home (1990), Hear My Song (1991), la adaptación al cine de La gata sobre el tejado de zinc (2004) y Toy Story 3 (2010).

## Filmografía parcial
Beatty apareció en películas de gran éxito comercial con papeles como:
- Bobby Trippe en Deliverance (1972).
- El abogado Delbert Reese en Nashville (1975).
- Dardis en All the President's Men (1976).
- Arthur Jensen en Network (1976).
- Bob Sweet en El expreso de Chicago (1976).
- Edwards en Exorcista II: el hereje (1977).
- Mickey en Gray Lady Down (1978)
- Otis, el secuaz de Lex Luthor, en Superman (1978) y Superman II (1980).
- Sydney Morehouse en The Toy (1982).
- General Pavel Borisov en The Fourth Protocol (1987).
- El presentador Ernest Weller en Repossessed (1990).
- El padre de Rudy Ruettiger en Rudy (1993).
- El detective McNair en Just Cause (1995).
- Dexter Wilkins en Life (1999).
- El alguacil en Where the Red Fern Grows (2003).
- El corrupto senador Charles F. Meachum en Shooter (2007).
- El congresista Doc Long en Charlie Wilson's War (2007).
- La voz del antagonista Lots-O'-Huggin' Bear en Toy Story 3 (2010).
- La voz del antagonista Tortuga John en Rango  (2011)

## Premios y nominaciones
Óscar
| Año  | Categoría              | Película | Resultado |
| ---- | ---------------------- | -------- | --------- |
| 1977 | Mejor Actor de Reparto | Network  | Nominado  |